# Lim Jong-hoon
Lim Jong-hoon (em coreano:  임종훈; Busan, 21 de janeiro de 1997) é um mesa-tenista sul-coreano.

## Carreira
Lim e Jang Woo-jin foram os vencedores das duplas masculinas no Aberto da Bielorrússia de 2016, no Aberto da Coreia de 2018, e nas Grandes Finais do ITTF World Tour de 2018. Lim também venceu o simples masculino no Aberto da Polônia de 2018.
Nos Jogos Olímpicos de Verão de 2024, em Paris, conquistou a medalha de bronze na disputa de duplas mistas, ao lado de Shin Yu-bin.